# Medicaid

Logo dei CMS (centri per i servizi Medicare e Medicaid)

Medicaid è un programma federale sanitario degli Stati Uniti d'America che provvede a fornire aiuti agli individui e alle famiglie con basso reddito salariale. Il Medicaid offre inoltre una serie di servizi non offerti dal Medicare, tra cui l'assistenza domiciliare.
Il Medicaid è il più importante e grande sistema sanitario per persone a basso reddito negli Stati Uniti, riuscendo a fornire un'assicurazione sanitaria gratuita a 74 milioni di statunitensi (il 23% del totale).

## Storia

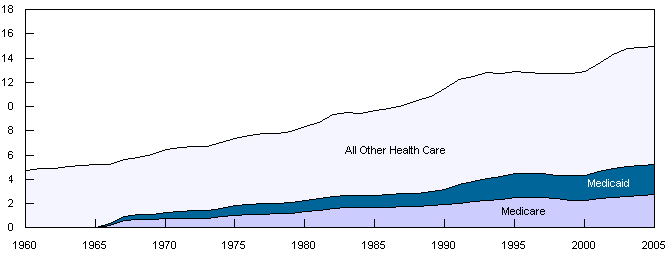
La spesa sanitaria negli Stati Uniti d'America in percentuale sul prodotto interno lordo

La relativa legge è stata firmata, assieme a quella del programma Medicare, il 30 luglio 1965 dal presidente Lyndon B. Johnson come emendamento al Social Security Act.
L'Affordable Care Act (ACA) del marzo 2010 (noto anche come "Obamacare") ha espanso di molto i casi in cui è possibile usufruire del Medicaid.

## Descrizione
È finanziato sia dal governo federale che dai governi dei singoli stati ed è gestito da questi ultimi. La partecipazione dei singoli stati è, secondo la legge, volontaria, ma tutti gli stati lo hanno adottato; l'ultimo è stato l'Arizona nel 1982.